# Hoplostethus mediterraneus mediterraneus

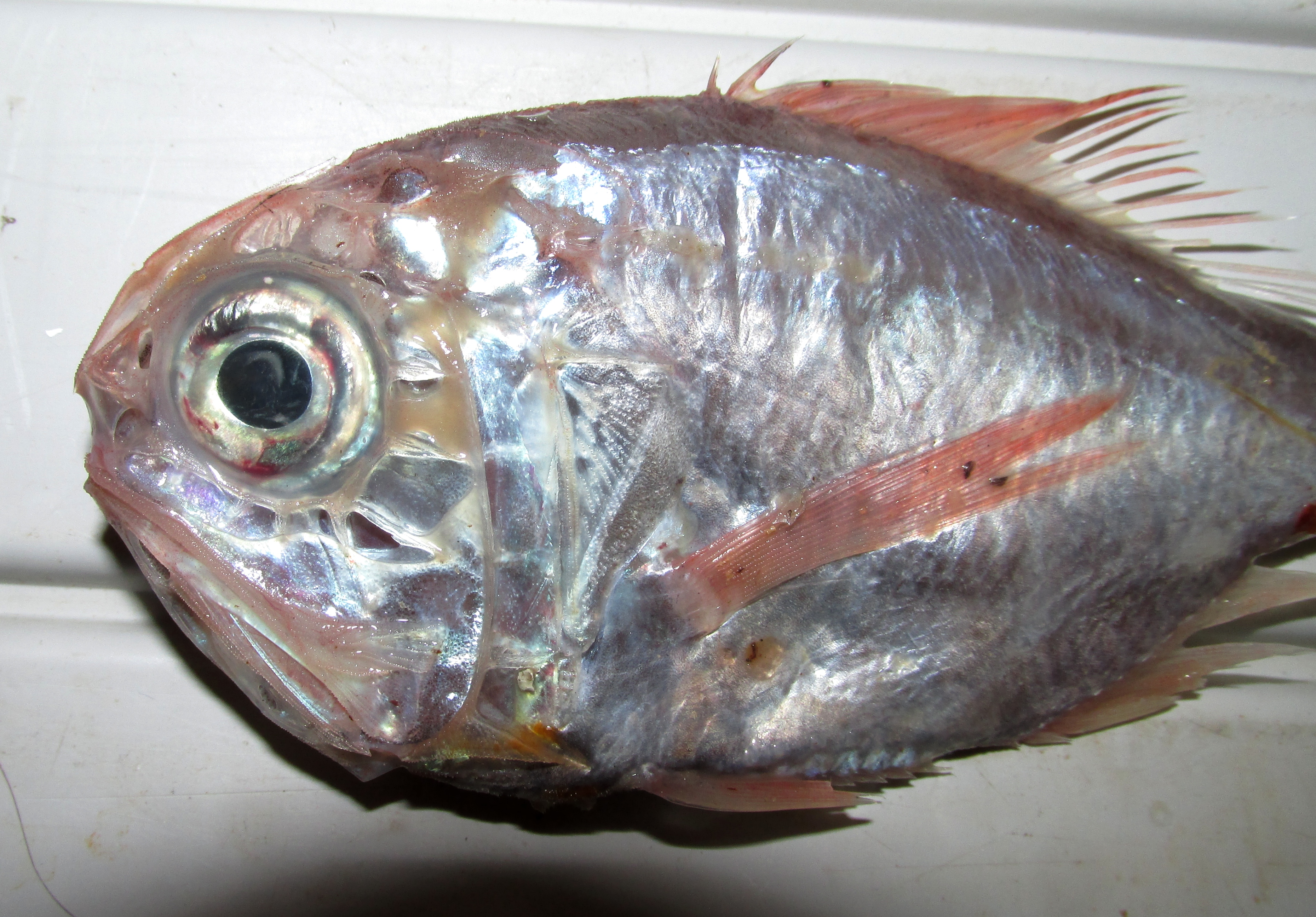
Particolare della testa

Il pesce specchio (Hoplostethus mediterraneus) è un pesce di mare appartenente alla famiglia Trachichthyidae, appartiene all'ordine Trachichthyiformes.

## Distribuzione e habitat
Questa specie è diffusa in tutti i mari e gli oceani compreso il mar Mediterraneo dove è comune anche nei mari italiani, tranne l'Adriatico dove è abbastanza raro.

Si tratta di un pesce di profondità, è stato pescato tra 10 ed 800 m ma è comune soprattutto tra 300 e 600 metri, nel piano batiale.

## Descrizione
Questo animale ha un aspetto caratteristico ed inconfondibile: ha occhi, bocca e testa molto grandi e quest'ultima è completamente coperta dai creste rilevate che delimitano fossette di tessuto mucoso. Il corpo è alto e molto compresso lateralmente. La pinna caudale è ampia e forcuta, con lobi ottusi; la pinna dorsale, unica, è più bassa nella porzione anteriore spinosa ed è abbastanza lunga. La pinna anale è più breve ed ha 3 raggi spinosi; le pinne pettorali e ventrali sono abbastanza grandi. squame grandi.

Il colore è argentato con toni rosati; le pinne sono rossicce.

Non raggiunge i 30 cm di lunghezza.

## Alimentazione
Si ciba prevalentemente di crostacei.

## Pesca
Si cattura con le reti a strascico, le carni sono buone ma spinose; inoltre ha poco mercato a causa dell'aspetto appariscente e poco rassicurante.